# Sandro Luís Zamboni Britzke
Sandro Luís Zamboni Britzke (nacido el 20 de febrero de 1978) es un exfutbolista brasileño que se desempeñaba como delantero.
Jugó para clubes como el Ventforet Kofu.

## Trayectoria

### Clubes
| Club           | País  | Año  |
| -------------- | ----- | ---- |
| Ventforet Kofu | Japón | 2000 |

## Estadística de carrera

### J. League
| Club           | Año   | J. League | J. League | Copa J. League | Copa J. League | Total | Total |
| Club           | Año   | Part.     | Goles     | Part.          | Goles          | Part. | Goles |
| -------------- | ----- | --------- | --------- | -------------- | -------------- | ----- | ----- |
| Ventforet Kofu | 2000  | 13        | 3         | 1              | 0              | 14    | 3     |
| Total          | Total | 13        | 3         | 1              | 0              | 14    | 3     |